# 慟哭 そして…
『慟哭 そして…』（どうこく そして）は、1998年2月26日にデータイーストより発売されたセガサターン用アドベンチャーゲーム。
キャラクターデザインは横田守が担当。続編として1999年10月28日に『Revive 〜蘇生〜』が発売された。
また、デジタルリマスター版が制作され、2018年4月26日にはEl DiaよりPlayStation 4・PlayStation Vita版が、2019年11月7日にはRED FLAG SHIPよりNintendo Switch版が、2023年1月27日にはEl DiaよりMicrosoft Windows 10/11版が発売された。

## 概要
主人公は乗り合わせたバスの乗客と共に、人里離れた不気味な廃屋に完全に閉じ込められる。ある謎の学生失踪事件の犯人によって周到に仕掛けられた恐ろしいトラップに対処しながらアイテムを探し、仲間の救出や廃屋からの脱出を目指すマルチエンディング・密室サスペンスアドベンチャー作品である。
イベント条件を満たしつつ画面クリックで探索を進めるが、その行動によって主人公やヒロインたちの命が大きく左右されるため、非常にシビアな判断力を要求される。ヒロインたちの救出と廃屋からの脱出が最終目的だが、その過程で事件の真相とキャラクターたちが持つ謎が明かされていくサスペンス要素がある。人間ドラマ・恋愛的な要素も含んでおり、生死の狭間で行動を共にするヒロインたちとは、救出状況や行動次第で事件解決後に親密になり、ハッピーエンドを迎えることができる。
要求される判断力やリアリティの高さから、1・2回のプレイでは全員の救出は困難だが、繰り返しプレイすることでヒロイン達の救出方法が分かっていく。しかし、迫り来る恐怖が非常に生々しく、ヒロインや誘拐された人物の惨殺死体を発見する描写が含まれるため、アダルトゲームが原作でないゲームとしては数少ない18歳以上推奨となっている（但し、死体が描写されるのはヒロイン以外のみで、ヒロイン達は文章や血痕など間接的な描写だけで表現される）。また本編の性的描写は、ヒロインの下着が見えたりシャワーや着替えを覗く程度だが、エンディングの中には後日ヒロインと肉体関係になったことを窺わせる間接描写がある。
真犯人や事件の真相も、1・2回のプレイでは分からない場合が多い。事件に関わりあるヒロインのエンディングでは真犯人が明かされるが、事件の真相は断片的にしか語られない。その為、事件に関わりあるヒロイン全員のエンディングを迎える事で事件の全貌が明らかになる。一方、主人公達の目的はあくまで廃屋からの脱出である為、それ以外のヒロインのエンディングでは、真犯人も事件の真相も明かされないまま終わる。

## システム
本作には「TDS（トラップ・ディパージェント・ストーリー）システム」という機能が搭載されている。これは、罠の解除がストーリー進行の条件となる場合、その解き方によってストーリーが分岐するというものであり、解き方によってはイベントCGが発生することもある。また、操作自体にリアルタイム性は無いが、当時流行したプレイヤーの選択やイベントをトリガーにゲーム内部の時間が経過するシステムを採用している。そのため、誤った選択を行って時間が進んでしまうと、画面上では何も変化していないのに状況を回復できなくなる場合がままある。特に、ヒロインを全員脱出させたい場合はこの要素に配慮しておかないと、回答を知っていてもクリアに失敗する。判断ミスや罠の解除の失敗でヒロインが死亡すると、大筋の展開自体は一部を除いて変わらないものの、当然そのヒロインのエンディングは迎えられなくなり、また別のヒロインのイベントが消滅してフラグ達成に悪影響を及ぼす事もある。但し、僅かながら特定のヒロインが死亡した場合のみ見られるCG、イベントは存在する。主人公が死亡するとその場でゲームオーバー。
ストーリーを最後まで進めると、生き残っているヒロインのうち条件を満たしたキャラとのエンディングを迎える。複数人満たした場合は優先度の高いキャラが選ばれる。エンディングは基本的にヒロイン恋仲になるものと、ならずに別れるものの二種類だが、内容よりもキャラの優先度が優先される。例えば優先度の高い「A」の恋仲にならないエンディングと、優先度の低い「B」と恋仲になるエンディングの両方を満たしたとすると、前者が選ばれてしまう。誰の条件も満たさなかった場合はスタッフロールのみが流れて終了する。その為、最悪ヒロインが全滅してもクリア自体は可能だが、エンディングリストには追加されない。

## ストーリー
山間の小さな町、大中山町。ここでは2つの事件が起こっていた。中学生や高校生の相次ぐ失踪と、病院で起きた医療ミス疑惑。主人公の時田一也はそんな事件とは縁の無いごく平凡な学園生活を送っていた。
ある日、密かに想いを寄せていた幼馴染である笹本梨代と一緒に下校することになるが、乗っていたバスが途中の山道で乗用車と衝突事故を起こした際に気を失う。しばらくして一也は謎の廃屋の中で目を覚まし、その入り口は何故か塞がれていた。一也たちは閉鎖空間から脱出を図るべく、彷徨うことになる。

## 登場人物
時田 一也（ときた かずや）
本作の主人公。ゲーム開始時には、プレイヤーが自由に名前を変える事が出来る。
葵桜（せいおう）高等学校の2年生で、ごく平凡な高校生だが、梨代からは「やるべきことに対しひたむきに全力を傾ける性格」と評価されている。事件に巻き込まれ、脱出の為行動を起こす。
エンディングの後日談では大学に進学し、その時のいつみとの絡みでは彼女の受験勉強を教えるところと、ゲーム中の真理絵との絡みでは化学が少々苦手という面がある以外には比較的優等生の模様。
笹本 梨代（ささもと りよ）
声：長沢美樹
3月5日生まれで、血液型はA型。本作のメインヒロイン。一也の幼馴染でクラスメイト。16歳。思いやりがある心優しい性格でクラスの人気者。小学生の頃からピアノが得意でその腕前は全国レベルだが、その時から一也にほのかな好意を抱いていた（しかし一也の方は疎遠になったと思っていた）。そのため主人公が他のヒロインと行動していると、それを気にしたりする。
父親は大中山総合病院の院長だが、ここでは医療ミスの噂が流れている。
彼女のエンディングには他のヒロインの生死は影響が殆ど無く、彼女自身の生死も他のヒロインのエンディングにほぼ影響しない。
彼女とのエンディングを迎えると真相の一部が見られる。また、リマスター版ではヒロイン全員を救出して彼女のトゥルーエンドを迎えると、肉体関係を持ったことを示唆した原作よりも更に踏み込んだシーンが入る。
青木 千砂（あおき ちさ）
声：矢島晶子
3月20日生まれのA型。私立水無月学園の1年生。15歳。弓道の天才少女として全国的に有名であり、物静かで凛とした雰囲気を漂わせている一方、子供好きという一面もある。
親友のいつみと温泉旅行に来ていたところに事件に巻き込まれる。廃屋からの脱出の為、積極的に行動する主人公を見ていくうちに好意を寄せるようになったのか、思わせぶりな素振りを見せることもある。
最初に危機に晒されるヒロインであり、死亡すると以降のいつみの行動が大きく変わる。また、殺害場所の関係でノーマのグッドエンドを迎えられなくなる。
実家は旅館を経営しており、彼女のグッドエンディングに登場する他、続編『Revive 〜蘇生〜』に登場する雑誌の中でその旅館のことが紹介されている。
羽鳥 いつみ（はとり いつみ）
声：大沢つむぎ
4月1日生まれでB型。私立水無月学園の1年生。15歳。落ち着きのない、能天気で無邪気な性格ゆえトラブルが絶えず、弓道部でも入部早々にトラブルを起こし退部させられている。千砂とはその頃からの友人であり、対照的な性格ながらも、千砂に対する尊敬の気持ちもあり親しい関係にある。上述の性格ゆえか、死体の見つかった廃屋の中においても危機感のない言動をとったりもする。
良くも悪くも今どきの女子高生といった所だが、親友の千沙や今回の事件で知り合い仲良くなった梨代らを大事に思っており、時に大胆な行動をとることもある。
もっとも遅く危機に晒されるヒロインだが、本人は元より千砂のグッドエンドの為には必ず救出する必要がある。
ノーマ・ウェンディ
声：山口由里子
O型の8月21日生まれ。私立聖マリー学院の2年生。17歳。ウェンディ・グループというアメリカでは有数の財閥の令嬢で日本には留学生として来日し、芦屋に豪邸を構えている。明るくハキハキした性格の持ち主であるが、親が決めた結婚話に逆らい家出し、子鈴と彷徨っていた。日本語を流暢な関西弁で話す。
好きな食べ物はタコ焼き。一也との出会いでは最初はつんけんとしていたが、命を救われたり生死を共にするうちに次第に興味を持っていき、打ち解けていく。またその性格もあって、女性陣に対するセクハラ発言の多い神田川をやりこめたりもしている。
早い段階で襲われるヒロインであり、死亡による以降の展開への影響が大きく、救出に失敗すると多くのヒロインのエンディングが迎えられなくなる。
白川 子鈴（しらかわ こすず）
声：井上喜久子
血液型はAB型の5月17日生まれ。外見は20代前半だが実年齢は不明。ノーマの屋敷に仕えるメイド。よく気が付く面倒見の良い性格でノーマのよき相談相手でもある。家出したノーマに付き添っていた。どこか影のあるミステリアスな雰囲気を漂わせている。当初は普通の服を着ているが、車庫のオイルで汚してしまった為、廃屋にあったメイド服に着替える。
実は一也たちが迷い込んだ廃屋と、そこの関係者たちと少なからぬ因縁があったが、彼女はそのことをノーマをはじめとした同行者たちに口に出せずにいる。その為、殆どの場面で単独行動を取り、問い詰められても口を噤んで走り去る事が多い。
本人のエンディングとノーマのグッドエンドを見る為には必ず救出する必要がある（当人同士は関わらないが、フラグの関係で千砂のグッドエンドの為にも必須）が、死亡した場合のみ発生するイベントがいくつか存在する。
彼女とのエンディングを迎えると真相の一部と共に犯人の素性が明らかになる。
椎名 真理絵（しいな まりえ）
声：深見梨加
10月23日生まれでAB型の27歳。一也たちの担任ではないが、葵桜高等学校の化学教師。生徒思いでかつ、判りやすい教え方で人気があるが、時折どこか暗い影を落としている。バスに同乗した神田川とはある重大な関係にあった。
今からは想像しがたいが、小さい頃はやんちゃな性格で、好きな男子を虐める事もあったという。一也にそういう話をするところで、彼にその男子の面影を見ている模様。
終盤に危機に晒される為、死亡による他のヒロインへの影響はほぼ無い。
華苗（かなえ）
声：氷上恭子
A型の12月23日生まれ。屋敷で出会う正体不明の少女。
儚そうで憂いに満ちた雰囲気を湛えており、「サクラ」と名付けた子犬を可愛がっている。
負傷した主人公の為に、絆創膏を持ってくるなど心優しい性格。また田辺について否定的な言動をとった主人公に、「よく知らない人のことを悪く言うのはどうかと思う」と諫めたりもしている。火にトラウマがあり、火を見ると火傷のような痕が浮かび上がる。その真相は彼女を始め、梨代、子鈴を攻略する事で明らかになる。
彼女のみ救出・死亡イベントが存在しないが、一也と恋仲になる結末も無く、グッドエンドは事件の更に深い真相に迫るものとなっている。
柴田 桂（しばた けい）
声：子安武人
主人公らと共に事件に巻き込まれた大学1年生。頭脳明晰で真面目な性格だが、どこか冷めた雰囲気を漂わせている。
そして、事件の真相と裏には、彼が味わった筆舌し難い悲劇があった。
神田川 国昭（かんだがわ くにあき）
声：北村弘一
正体不明の68歳の老人。金持ちらしく、高価な宝石類を身に付けている。怪しげで謎が多く、屋敷で出会った女の子たちにちょっかいを出すために煙たがれている。
リマスター版では隠しイベントが複数追加されており、中には選択肢を誤るとゲームオーバーになるものもある。
ちなみに続編『Revive 〜蘇生〜』には「アミューズ神田川」という、彼と関係があると思わしき公認ホテルが紹介されている。
田辺 浩之（たなべ ひろゆき）
声：星野充昭
31歳の肥満体型の男。主人公らと共に事件に巻き込まれる。人付き合いが下手で気が弱く、他のメンバーとは距離を置きたがる。右手にはひどい火傷の痕がある。
病気持ちらしく、常に咳き込んでおり、ゲーム進行に従ってその病状が次第に悪化していく。桂同様今回の事件に深いかかわりがある。

### 名前のみ登場
小笠原 直海（おがさわら なおみ）
高校2年生の少女。父親は大中山総合病院に勤務する医師。最近行方不明になっていたが、廃屋のある場所で痛ましい姿となって見つかる。
杉村 正（すぎむら ただし）
街の郵便配達員。直海と同じく行方不明となっていたが、屋敷の中で同様に変わり果てた姿となって発見される。
桐原 宏（きりはら ひろし）
主人公たちが乗っていたバスの運転手。事件に巻き込まれた際に助けを求めに行ったまま戻って来ず、終盤に廃屋のある部屋の中で変わり果てた姿で見つかる。

## リマスター版
- 2018年には20年ぶりにPlayStation 4、PlayStation Vita用ソフトとしてリマスター版が発売された。当初、2016年11月に告知され、2017年10月には発売予定日が2018年4月26日に決定したことが明らかにされた[1]。
- グラフィックを高解像度化し、未使用CGやシーンの加筆、ヒントモードが追加された。また、オリジナル版のデータのうち、館の全体のマップなど現存しないものについては、新規で作成された[2]。さらに、オリジナル版にはなかったキャラクターの口パクやイベントでのアニメーション等も新たに追加された[2]。
- システム面でもクイックセーブ＆ロード、メッセージスキップ、バックログと言った機能が追加されている。エンディングも番号では無く、恋仲にならない「ノーマルエンド」、恋仲になる「ゴールドエンド（黄金）」という括りでヒロイン毎に分けられた。更に一部ヒロインの事件の真相に迫るエンディングは「犯人対決エンド」となっている。
- 通常版、PlayStation Storeのダウンロード版の他、それぞれ初回限定版も発売された。限定版には120ページのイラスト集、短編小説、開発こぼれ話が収録された「SPECIAL BOOK」が同梱された（内容はPS4版、Vita版ともに同じ）。

## スタッフ
- キャラクターデザイン・原画 - 横田守
- 制作総指揮 - 石井誠一
- 企画ディレクター - 高橋広志
- シナリオ - 小島早紀子
- シナリオサポート - 岩崎哲久
- グラフィックディレクター - 山本良博
- CG制作 - 宮田智子、佐野健司、小阪実、堀江大吉、小杉和則、瓦井伸子、萬木雅行、槙玲子、八谷寛、石塚尚祐、荒川智行、野津真、須田郁子、金綱真紀、沢尻康子
- 作曲・編曲・音声編集 - SIN
- 効果音 - 是政、SIN
- システム - ATOMIC☆花田
- 音声ディレクター - 荒木潤子
- 方言指導 - 伊藤彰孝
- ソフトウェア - 酒田エス・エー・エス株式会社
- 宣伝 - 奥村益章、宮下秀俊
- 販売 - 宮崎義博、川本敏生
- 協力 - スタジオライン
- エグゼクティブ・プロデューサー - 福田哲夫

## 関連商品

### 書籍
- 『慟哭 そして… 公式原画集』 ISBN 4-19-820049-1、徳間書店
- 『慟哭 そして… セガサターン（ゲームの歩き方BOOKS）』 ISBN 4-19-820039-4、徳間書店
- 『慟哭 そして… 公式デジタル原画集 上巻』 ISBN 4-19-820104-8、徳間書店
- 『慟哭 そして… 公式デジタル原画集 下巻』 ISBN 4-19-820105-6、徳間書店
- 『慟哭 そして…』 CaRROT NOVELS、ISBN 4-8470-3291-8、ワニブックス
  - ノベライズ版（CaRROT NOVELS刊、著：紙谷龍生）は登場人物が削減されている上、主なイベントの配置こそ同じであるものの、結末は異なる。また、後日談としてヒロインとのセックスシーンが描かれている。なお、作品のアレンジに関しては原作者の承諾済みである。

### CD
- 『慟哭 そして… The Four Season』 1998年、ポニーキャニオン、ゲーム出演声優4人のヴォーカル曲・ドラマを含む全10曲を収録。
- 『慟哭 そして… <サントラ&ヴォイスコレクション> 』 1998年、ファースト・スマイルエンタテインメント、ゲームBGM・ボイスを収録。
- 『慟哭 そして… （CDブック）』 ゼスト、ドラマを2話収録。

## 備考
- 携帯電話が一般に普及する以前の作品であることから、携帯電話を用いて助けを呼ぶという描写が無く、通信手段には山岳地帯の緊急連絡用の通信ケーブルやポケベルなどが用いられている。
- 関連商品として、天田印刷加工よりトレーディングカードが発売された（全99+3種）。
- 通常版ではゲームソフトと共にミニドラマ収録CDが同梱されているが、限定版の「ファイナルエディション」ではミニドラマ収録CDに分別されている。徳間書店の公式原画集では、ファイナルエディション版のドラマ脚本を一部記載している。